# Чайот їстівний
Чайот їстівний або просто Чайот (Sechium edule, від chayote, інші прості назви: sayote, tayota, choko, chocho, chow-chow, christophine, merliton, мексиканський огірок) — плетиста рослина з їстівними плодами родини гарбузових.

## Опис
Має широке яйцеподібне листя, що формує парасолю над видовженим грушоподібним плодом. Походить з Південної та Центральної Америки, головним експортером є Коста-Рика, також широко вирощується в Мексиці та гірських (андійських) районах Аргентини.